# 우알라녜
우알라녜(스페인어: Hualañé)는 칠레 마울레 주 쿠리코 현의 코무나이다.